# Viking Metal
Der Begriff Viking Metal kennzeichnet ein Metal-Subgenre, das musikalische Elemente des Black Metal und des Death Metal mit den Folk-Melodien Skandinaviens vermengt, wobei die Texte hauptsächlich das Leben, die Sagen, die Schlachten bzw. allgemein die Mythologie der Wikinger behandeln.
Abzugrenzen vom Viking Metal ist hingegen der Vikingrock, bei dem zwar in den Texten ebenfalls die Wikinger im Vordergrund stehen, der sich musikalisch aber eher an den Rock oder den Punk anlehnt. Vom Viking Metal oftmals schwer zu unterscheiden ist der Pagan Metal, welcher sich mit heidnischen und mythologischen Themen vor allem Europas, aber auch anderer Kontinente befasst.

## Geschichte
Als Wegbereiter für den Viking Metal lässt sich Sign of the Hammer, das vierte Album der Heavy-/True-Metal-Band Manowar, bezeichnen. Viele Texte dieser Band, insbesondere auf diesem Album, stehen in direktem Bezug zur germanischen Mythologie bzw. schildern, von epischer Musik untermalt, Leben und Sterben wikingischer Krieger und Götter. Dennoch bleibt die Beschäftigung mit der germanischen Götterwelt relativ oberflächlich und ist kein zentraler Aspekt der Band, so dass sie sich selbst nicht zum Viking Metal rechnen lässt.

Die Wilde Jagd aus der nordischen Mythologie auf dem Cover von Bathorys Album Blood Fire Death.

Als Begründer dieses Genres wird deshalb oft die schwedische Band Bathory mit ihrem vierten Album Blood Fire Death aus dem Jahr 1988 bzw. dessen Nachfolger Hammerheart angesehen. Thomas „Quorthon“ Forsberg gab an, dass er bei diesem Album unter anderem von Richard Wagner beeinflusst wurde. 1991, ein Jahr nach Hammerheart, wurde im Zuge des Aufstiegs des Black Metal in Norwegen die Band Enslaved gegründet, die sich in ihren Texten nicht den üblichen satanistischen Themen, sondern Geschichten über die Wikinger widmete, viele folkloristische Elemente in ihre Musik einband und als Urheber des Begriffs „Viking Metal“ gilt; dieser erscheint auf einem Handzettel zu Enslaveds Debütalbum Vikingligr Veldi sowie im Beiheft ihres zweiten Albums Frost. Er tauchte auch im Zusammenhang mit der norwegischen Band Mock und ihrer Demoaufnahme Cold Winter auf, Quorthon zufolge aber auch schon im Zusammenhang mit dem Frontcover des Albums Hammerheart, auf dem das Gemälde The Funeral of a Viking von Sir Frank Bernard Dicksee zu sehen ist. Auch die norwegische Band Einherjer betont, die eigene Musik seit ihrer Gründung im Jahr 1993 als Viking Metal bezeichnet zu haben. In Viking-Metal-Art verband auch die norwegische Band Borknagar auf ihrem Debütalbum Borknagar Black-Metal- und skandinavische Folk-Elemente, jedoch ohne Texte über Wikinger zu verwenden.
Im Zuge der Pionierarbeit dieser Bands entstanden in der darauffolgenden Zeit weitere Gruppen bzw. Alben, die sich dem Stil des Viking Metal zurechneten, so z. B. Windir aus Norwegen, Mithotyn und Thyrfing aus Schweden oder Falkenbach aus Deutschland.

## Stil

### Gesang und Instrumentierung
Gesanglich orientieren sich viele Bands an den typischen Gesängen der jeweiligen Metal-Substile. So sind häufig die Black-Metal-typischen Schreie, das im Death Metal beheimatete Growling, bzw. eine Kombination aus beiden zu finden, wobei auch das Singen mit klarer Stimme (besonders hymnischer Männergesang in Unisono) nicht unüblich ist. Fenriz von Darkthrone grenzt Bathorys Alben explizit vom Folk Metal ab, den er vehement ablehnt; die ersten Pagan-/Viking-Metal-Alben entstanden unabhängig von diesem, zudem greift der Viking Metal weniger die traditionellen Instrumente und Melodien auf als vielmehr die nordische Mythologie als Textquelle; im Gegensatz zum Folk Metal kann er nicht auf musikalische Beispiele aus der rezipierten Kultur zurückgreifen und wird daher auch als „ahistorische ‚Wikingermusik‘“ bezeichnet, die dennoch als Subkategorie des Folk Metal angesehen werden kann. Ebenso, wie Wikingerlieder in Spielfilmen meist in Unisono gesungene Seemannslieder wie bei der Darstellung von Piraten sind, wird dieses Schema auch von Viking-Metal-Bands aufgegriffen, beispielsweise auf Einherjers Odin Owns Ye All.
Die Bandbesetzung ist häufig genretypisch, d. h. mit zwei Gitarren, Bass und Schlagzeug, nicht selten unterstützt von einem Synthesizer. Dabei sind die Gitarren nicht klar in Lead- und Rhythmusgitarren eingeteilt. Sie wechseln sich häufig ab oder führen gleichzeitig komplexe Melodien aus. Diese sind oftmals dominanter und harmonischer und daher auch meist eingängiger als im Black- oder Death Metal. Der Synthesizer dient nicht nur zur Hintergrunduntermalung, sondern oftmals auch zur aktiven Melodieführung und ist somit ein mit den Gitarren gleichberechtigtes Instrument. Oft findet man in den Kompositionen auch folkloristische Instrumente wie Maultrommeln, Fiedeln oder Akkordeons.

### Texte
Neben einigen der häufig im Black Metal auftretenden Themen wie Natur und Anti-Christentum stehen im Viking Metal vor allem das Leben, die Schlachten und Kriege sowie die Mythologie der Wikinger im Vordergrund. Ein ebenso häufig anzutreffendes Thema ist der Stolz der Nordmänner und deren Kampf gegen die Christen. Beispiele dafür sind unter anderem:
- Einherjer – The Conqueror vom Album Dragons of the North (Schlachten und Krieg)
- Falkenbach – Heathenpride vom Album …En their medh riki fara… (Kampf gegen Christen)
- Enslaved – Fenris vom Album Frost (nordische Mythologie)

Die Sprache der Texte ist, neben Englisch, häufig die Landessprache der jeweiligen Band. So singen z. B. Enslaved neben englisch auch norwegisch, Thyrfing schwedisch, Falkenbach isländisch und Thrudvangar deutsch. Die Band Týr singt ihre Texte häufig färöisch und interpretiert auch klassische nordische Dichtungen in ihrer Ursprache.

### Optisches Auftreten
Viele Bands unterstützen das musikalische und textliche Konzept durch ihr optisches Erscheinungsbild bei Konzerten und auf Fotos. Das stellt zwar kein genretypisches Alleinstellungsmerkmal dar, unterscheidet sie jedoch erheblich vom Auftreten reiner Black- oder Death-Metal-Bands. So treten viele Musiker in mittelalterlicher Gewandung mit entsprechenden Rüstungsteilen und Waffen auf, wobei ein landestypischer Stil aus der Zeit des Frühmittelalters bevorzugt wird. Oft werden Thorhämmer und andere Schmuckstücke getragen. Bands wie Windir, die Black-Metal-typisches schwarz-weißes Corpsepaint verwenden, bilden im Viking Metal eine Ausnahme. Jedoch werden die Gesichter häufig mit Dreck, Erde oder Blut beschmiert, um das kriegerische Image der Wikinger zu untermalen.
Auf Fotos zu Promotionzwecken und für Platten- und CD-Cover stellen viele Bands Szenen aus dem Alltag der Wikinger dar. Neben Landschaftsbildern werden oft kriegerische Aspekte dargestellt. Typische Motive sind Landschaftsaufnahmen mit den Drachenbooten der Nordmänner, das Landen an feindlichen Ufern, unberührte Wälder, der Kampf gegen Feinde, aber auch das friedliche Beisammensein am Lagerfeuer und zu Trinkgelagen.

## Kritik
Ähnlich dem Pagan Metal und dem Vikingrock werden von Bands des Genres häufig (von ihren Kritikern als überkommen angesehene) Wertvorstellungen wie Ehre, Männlichkeit und Militarismus, mitunter verbunden mit unhistorischen Behauptungen und einer ausgeprägten „Ahnenverehrung“, vermittelt. Dadurch sieht sich die Szene der kritischen Betrachtung durch Außenstehende ausgesetzt. Da sich die Hörer des Viking Metal oft in den Black- und Pagan-Metal-Szenen bewegen, werden vor allem Viking- und Pagan Metal von den meisten Kritikern in ihren Beobachtungen zusammengefasst.

## Einige bekannte Viking-Metal-Bands
| - Bathory aus Schweden - Einherjer aus Norwegen - Ensiferum aus Finnland - Enslaved aus Norwegen - Ereb Altor aus Schweden - Falkenbach aus Island | - Helheim aus Norwegen - King of Asgard aus Schweden - Månegarm aus Schweden - Mithotyn aus Schweden - Nomans Land aus Russland - Skálmöld aus Island | - Sólstafir aus Island - Thrudvangar aus Deutschland - Thyrfing aus Schweden - Turisas aus Finnland - Týr von den Färöer-Inseln - Windir aus Norwegen |

Zu einer vollständigen Auflistung aller in der Wikipedia vertretenen Viking-Metal-Bands siehe Kategorie:Viking-Metal-Band.
Bei den schwedischen Bands Amon Amarth und Unleashed fehlen Black-Metal-Elemente fast völlig, die Musik lehnt sich an den Death Metal an. Aufgrund der Texte, die sich (bei Unleashed teilweise, bei Amon Amarth ausschließlich) mit Wikingerthemen befassen, werden sie von einigen Fans trotzdem zum Viking Metal gezählt, zumindest bei Unleashed kursiert auch der Begriff „Viking Death Metal“. Amon Amarth sehen die Genrebezeichnung Viking Metal an sich skeptisch; Sänger Johan Hegg erklärte in einem Interview:

„We play Death Metal. We write about Vikings so therefor [sic!] some refer us to Viking metal, but I have no idea what that is.“